# Йован Андонов
Йован Андонов (на македонска литературна норма: Jован Андонов - Реган), наричан Реган (тоест Рейгън), е политик от Северна Македония.

## Биография
Роден е на 15 август 1940 година в град Пехчево. Завършва Електротехническия факултет на Загребския университет. Работи като инженер и е управител на предприятие за измервателно-регулационна техника и телекомуникация. Между 1975 и 1980 е технически директор на РО Хемтекст в Скопие. От 1985 до 1986 е работи в завоза за безалкални и стъклени влакна в Гостивар. В периода 1986-1990 година е помощник-генерален директор на химичната фабрика „ОХИС“ в Скопие.
След трансформацията на Съюза на комунистите на Македония той е избран за заместник председател на неговия наследник СДСМ. От 1991 до 1992 е вицепремиер на Република Македония в правителството на Никола Клюсев. Продължава да бъде вицепремиер по икономическото развитие в първото правителство на Бранко Цървенковски (1992-1994).
Умира на 14 декември 2020 г. в Скопие, Северна Македония.